# 北黑森

北黑森地區

北黑森（德語：Nordhessen，發音：[ˈnɔʁtˌhɛsn̩]）是指德國黑森的北部和其歷史核心區域。該地區與下黑森的名稱不同，它指的不是歷史領土，也沒有既定的、標準的和官方的行政職能。然而這個名字在今天很常見並被廣泛使用，尤其是為了與它的對應物南黑森形成對比。超過一百萬人居住在北黑森地區，其最大的城市是前黑森選侯國的首府卡塞尔。

## 外部連結
- www.nordhessen.de （页面存档备份，存于）
- www.regionnordhessen.de （页面存档备份，存于）
- www.die-lage-ist-gut.de （页面存档备份，存于）